# Martin Becanus
Martin Becanus, talvolta indicato come Martin van der Beeck o Martin Veerbeck, entrambi nomi umanistici di Martin Schellekens (Hilvarenbeek, 1563 – Vienna, 1624), è stato un teologo olandese.

## Biografia
Il nome di famiglia di Martin Becanus è Schellekens; è detto Becanus dal suo luogo d'origine. Nacque verso il 1561 a Hilvarenbeek (Brabante Settentrionale); fatti i suoi studi a Colonia, entrò fra i gesuiti nel 1583, insegnò per 22 anni teologia a Würzburg, Magonza e Vienna, fu confessore dell'imperatore Ferdinando II e morì a Vienna il 24 gennaio 1624. I suoi numerosi opuscoli (circa 50), diretti in gran parte contro i calvinisti, furono pubblicati dapprima separatamente, poi riuniti in due volumi in folio (Magonza 1630; Parigi 1642). Notevole è anche il suo Manuale controversiarum (1623) ristampato spesso. Nella sua versione abbreviata («il piccolo Becanus») il manuale apparve in circa 55 edizioni fino alla fine del XVIII secolo.  Gli scritti del Becanus hanno valore di dottrina, chiarezza di stile, e concisione. Teologicamente egli dipende dal Suárez, le cui dottrine espose in forma più breve nella Summa theologiae scholasticae, pubblicata la prima volta a Magonza, 4 voll., 1612.